# 2024–2025-ös Formula–E világbajnokság
A 2024–2025-ös Formula–E világbajnokság az elektromos formaautós szériának tizenegyedik szezonja volt, egyben az ötödik világbajnokságként. 
Az egyéni bajnokságban Pascal Wehrlein, a csapatoknál a Jaguar TCS Racing, míg a gyártóknál a Jaguar érkezett címvédőként.
A szezonban új világbajnokot avattak Oliver Rowland személyében. A csapat- és a gyártói világbajnoki címet a TAG Heuer Porsche Formula E Team és a Porsche nyerte.

## Szabályváltozások

### Új autó
Ebben a szezonban mutatkozik be a Gen3 Evo autó, ami a Gen3-as autó továbbfejlesztett verziója. Az új autó kifejlesztésének középpontjában a teljesítmény növelése állt. Az autót a 2024-es Monaco E-Prix előtt mutatták be Monaco-ban, ahol a volt Formula–1-es pilóta David Coulthard pályára is vitte. A továbbfejlesztéssel elérték a tervezők, hogy a F1-es autóknál gyorsabban érjék el a 100 km/h-ás sebességet, ami szám szerint 1,82 másodperc alatt éri el a 100-at. Emellett az első tengelybe beépített villanymotorokat is használják (eddig is benne voltak, csak nem használták őket), így összkerékmeghajtásúvá válnak. Az időmérős párharcok és a támadó mód közben a 350 kW-os limitből 50 kW fog átkerülni az első tengelyre. Az első szárny strapabíróbb lesz, az oldaldobozokat keskenyebbé tették a kisebb légellenállásért és a Hankook is új abroncsokat hoz a nagyobb tapadás érdekében.

### Pit Boost
A Pit Boost egy újabb stratégiai elem az Attack Mode mellett, ami csak a dupla fordulós versenyhelyszínek egyik versenyén használható. A Pit Boost egy forradalmian új gyorstöltés formájában, plusz 10%-os felhasználható energiát ad az autónak. Ehhez a versenyzőknek kötelező bejönniük a boxutcába, ahol egy közel fél perces gyorstöltésre meg kell állniuk, ahol 600kW energiát töltenek az autók akkumulátorába.
Pit Boost-nál sok szabályt kell betartaniuk a versenyzőknek és a csapatoknak. A kijelölt versenyen mindenkinek kötelező lesz a használata. Csapatonként egyszerre csak egy autó veheti fel a Pit Boost-hoz tartozó plusz energiát, magyarul egyszerre egy csapat csak az egyik autóját töltheti, a másik autót máskor kell kihoznia a boxba. A töltésnél csak két csapattag dolgozhat az autón és egy harmadik csapattag felügyelheti az autó megállását, illetve indulását. A FIA fogja közzétenni azt a energiaszint tartományt, amikor a Pit Boost töltésért ki lehet menni a boxba, ezt a szövetségnek a verseny előtt 21 nappal ki kell adnia a csapatok számára.
A Pit Boost az idei szezon első dupla fordulós versenyhelyszínén debütált, amit a február 14-e és 15-e között került megrendezésre a szaúd-Arábiai Dzsidda városában.

## Tesztek

### Szezon előtt
A szezon előtti kollektív teszteket november 4-e és 7-e között rendezték meg a spanyolországi Circuit Ricardo Tormo pályán.
A 2024. október végi valenciai áradások miatt a szezon előtti tesztet áthelyezték a madridi Circuito del Jarama pályára. Mivel az áradások és a teszt kezdete között nem volt sok idő, így a teszt időpontját is módosították, a teszt november 5-e és 8-a között volt.
| Dátum        | #  | Helyszín                | Pálya                 | Pályarajz          | Leggyorsabb            | Leggyorsabb | Leggyorsabb |
| Dátum        | #  | Helyszín                | Pálya                 | Pályarajz          | versenyző              | csapat      | idő         |
| ------------ | -- | ----------------------- | --------------------- | ------------------ | ---------------------- | ----------- | ----------- |
| november 5.  | 1. | Madrid, Spanyolország   | Circuito del Jarama   |                    | António Félix da Costa | Porsche     | 1:29.220    |
| november 6.  | 2. | Madrid, Spanyolország   | Circuito del Jarama   | Jake Hughes        | Maserati               | 1:28.604    |             |
| november 6.  | 3. | Madrid, Spanyolország   | Circuito del Jarama   | Maximilian Günther | DS Penske              | 1:28.408    |             |
| november 7.  | 4. | Madrid, Spanyolország   | Circuito del Jarama   | David Beckmann     | Kiro                   | 1:27.755    |             |
| november 7.  | 5. | Madrid, Spanyolország   | Circuito del Jarama   | Nyck de Vries      | Mahindra               | 1:28.010    |             |
| november 8.  | 6. | Madrid, Spanyolország   | Circuito del Jarama   | Mitch Evans        | Jaguar                 | 1:27.461    |             |
| Törölt teszt |    |                         |                       |                    |                        |             |             |
| november 4.  | ―  | Valencia, Spanyolország | Circuit Ricardo Tormo |                    | ―                      | ―           | ―           |
| november 5.  | ―  | Valencia, Spanyolország | Circuit Ricardo Tormo | ―                  | ―                      | ―           |             |
| november 6.  | ―  | Valencia, Spanyolország | Circuit Ricardo Tormo | ―                  | ―                      | ―           |             |
| november 7.  | ―  | Valencia, Spanyolország | Circuit Ricardo Tormo | ―                  | ―                      | ―           |             |

### Női teszt
Az idei szezon előtti teszten külön tesztidejük volt a női pilótáknak november 7-én, hogy vezessék az idei szezonban használt autókat. A teszten minden csapatnak kötelező volt legalább egy női versenyzőt indítania, de a szervezők biztatják a csapatokat, hogy mind a két autójukba találjanak versenyzőt. A szervezők célja, hogy megmutassák a női autóversenyzők a bennük lévő potenciált és ezzel is elősegítsék a karrierjüket. A Formula–E történelmében találunk női versenyzőt, Simona de Silvestro személyében, aki 12 versenyt teljesített az első és második szezonban.
A 2024. október végi valenciai áradások miatt a női tesztet áthelyezték a madridi Circuito del Jarama pályára. A teszt időpontját is módosították, a teszt végül november 8-án került megrendezésre.
| Induló női versenyzők            | Induló női versenyzők | Induló női versenyzők | Induló női versenyzők |
| Csapat                           | Gyártó                | Versenyző             |                       |
| -------------------------------- | --------------------- | --------------------- | --------------------- |
| Andretti Formula E               | Porsche               | Chloe Chambers        |                       |
| Andretti Formula E               | Porsche               | Nerea Martí           |                       |
| NEOM McLaren Formula E Team      | Nissan                | Ella Lloyd            |                       |
| NEOM McLaren Formula E Team      | Nissan                | Bianca Bustamante     |                       |
| Envision Racing                  | Jaguar                | Alisha Palmowski      |                       |
| Envision Racing                  | Jaguar                | Alice Powell          |                       |
| Maserati MSG Racing              | Maserati              | Tatiana Calderon      |                       |
| Maserati MSG Racing              | Maserati              | Carrie Schreiner      |                       |
| TAG Heuer Porsche Formula E Team | Porsche               | Gabriela Jílková      |                       |
| TAG Heuer Porsche Formula E Team | Porsche               | Marta García          |                       |
| Nissan Formula E Team            | Nissan                | Abbi Pulling          |                       |
| Nissan Formula E Team            | Nissan                | Sophia Flörsch        |                       |
| DS Penske                        | DS                    | Jessica Edgar         |                       |
| DS Penske                        | DS                    | Beitske Visser        |                       |
| Jaguar TCS Racing                | Jaguar                | Jamie Chadwick        |                       |
| Jaguar TCS Racing                | Jaguar                | Lilou Wadoux          |                       |
| Lola Yamaha ABT Formula E Team   | Lola-Yamaha           | Kojama Miki           |                       |
| Kiro Race Co                     | Porsche               | Simona de Silvestro   |                       |
| Mahindra Racing                  | Mahindra              | Lena Bühler           |                       |

| Dátum        | Helyszín                | Pálya                 | Pályarajz | Leggyorsabb  | Leggyorsabb | Leggyorsabb |
| Dátum        | Helyszín                | Pálya                 | Pályarajz | versenyző    | csapat      | idő         |
| ------------ | ----------------------- | --------------------- | --------- | ------------ | ----------- | ----------- |
| november 8.  | Madrid, Spanyolország   | Circuito del Jarama   |           | Abbi Pulling | Nissan      | 1:30.889    |
| Törölt teszt |                         |                       |           |              |             |             |
| november 7.  | Valencia, Spanyolország | Circuit Ricardo Tormo |           | ―            | ―           | ―           |

| Részletes teszteredmények | Részletes teszteredmények | Részletes teszteredmények | Részletes teszteredmények      | Részletes teszteredmények | Részletes teszteredmények | Részletes teszteredmények |
| Hely.                     | #                         | Versenyző                 | Csapat                         | Idő                       | Kül.                      | Kör                       |
| ------------------------- | ------------------------- | ------------------------- | ------------------------------ | ------------------------- | ------------------------- | ------------------------- |
| 1.                        | 17                        | Abbi Pulling              | Nissan                         | 1:30.889                  | ―                         | 39                        |
| 2.                        | 9                         | Jamie Chadwick            | Jaguar                         | 1:31.209                  | +0.320                    | 40                        |
| 3.                        | 5                         | Bianca Bustamante         | McLaren                        | 1:31.715                  | +0.826                    | 39                        |
| 4.                        | 22                        | Kojama Miki               | Lola Yamaha ABT Formula E Team | 1:31.731                  | +0.842                    | 31                        |
| 5.                        | 21                        | Lena Bühler               | Mahindra                       | 1:31.907                  | +1.018                    | 36                        |
| 6.                        | 7                         | Beitske Visser            | DS Penske                      | 1:32.221                  | +1.332                    | 39                        |
| 7.                        | 8                         | Ella Lloyd                | McLaren                        | 1:32.374                  | +1.485                    | 39                        |
| 8.                        | 13                        | Marta García              | Porsche                        | 1:32.624                  | +1.735                    | 36                        |
| 9.                        | 55                        | Carrie Schreiner          | Maserati                       | 1:32.626                  | +1.737                    | 38                        |
| 10.                       | 2                         | Tatiana Calderon          | Maserati                       | 1:32.815                  | +1.926                    | 37                        |
| 11.                       | 25                        | Jessica Edgar             | DS Penske                      | 1:33.155                  | +2.266                    | 36                        |
| 12.                       | 4                         | Alice Powell              | Envision                       | 1:33.164                  | +2.275                    | 29                        |
| 13.                       | 51                        | Nerea Martí               | Andretti                       | 1:33.805                  | +2.916                    | 37                        |
| 14.                       | 1                         | Gabriela Jílková          | Porsche                        | 1:34.556                  | +3.667                    | 36                        |
| 15.                       | 27                        | Chloe Chambers            | Andretti                       | 1:35.130                  | +4.241                    | 39                        |
| 16.                       | 16                        | Alisha Palmowski          | Envision                       | 1:35.145                  | +4.256                    | 24                        |
| 17.                       | 3                         | Simona de Silvestro       | Kiro                           | 1:35.499                  | +4.610                    | 9                         |
| 18.                       | 37                        | Lilou Wadoux              | Jaguar                         | ―                         | ―                         | 0                         |

### Újonc tesztek
Az első újonc tesztet, egy 40 perces szabadedzés formájában, február 13-án tartják a szaúd-Arábiai Dzsiddában, a Jeddah Corniche Circuit-en.
| Nevezett újonc versenyzők        | Nevezett újonc versenyzők | Nevezett újonc versenyzők |
| Csapat                           | Gyártó                    | Versenyző                 |
| -------------------------------- | ------------------------- | ------------------------- |
| Jaguar TCS Racing                | Jaguar                    | Jamie Chadwick            |
| TAG Heuer Porsche Formula E Team | Porsche                   | Thomas Preining           |
| DS Penske                        | DS                        | Danyiil Kvjat             |
| Nissan Formula E Team            | Nissan                    | Gabriele Minì             |
| Andretti Formula E               | Porsche                   | Jak Crawford              |
| Envision Racing                  | Jaguar                    | Zak O’Sullivan            |
| NEOM McLaren Formula E Team      | Nissan                    | Alex Dunne                |
| Maserati MSG Racing              | Maserati                  | Théo Pourchaire           |
| Lola Yamaha ABT Formula E Team   | Lola-Yamaha               | Tatiana Calderón          |
| Mahindra Racing                  | Mahindra                  | Kush Maini                |
| Cupra Kiro                       | Porsche                   | Mikkel Jensen             |

| Dátum      | Helyszín              | Pálya                   | Pályarajz | Leggyorsabb | Leggyorsabb     | Leggyorsabb |
| Dátum      | Helyszín              | Pálya                   | Pályarajz | versenyző   | csapat          | idő         |
| ---------- | --------------------- | ----------------------- | --------- | ----------- | --------------- | ----------- |
| február 13 | Dzsidda, Szaúd-Arábia | Jeddah Corniche Circuit |           | Kush Maini  | Mahindra Racing | 1:17.184    |

| Részletes eredmények | Részletes eredmények | Részletes eredmények | Részletes eredmények             | Részletes eredmények | Részletes eredmények | Részletes eredmények |
| Hely.                | #                    | Versenyző            | Csapat                           | Idő                  | Kül.                 | Kör                  |
| -------------------- | -------------------- | -------------------- | -------------------------------- | -------------------- | -------------------- | -------------------- |
| 1.                   | 21                   | Kush Maini           | Mahindra Racing                  | 1:17.184             | ―                    | 18                   |
| 2.                   | 23                   | Gabriele Minì        | Nissan Formula E Team            | 1:17.488             | +0.304               | 17                   |
| 3.                   | 33                   | Mikkel Jensen        | Cupra Kiro                       | 1:17.561             | +0.377               | 18                   |
| 4.                   | 2                    | Théo Pourchaire      | Maserati MSG Racing              | 1:17.889             | +0.705               | 16                   |
| 5.                   | 7                    | Danyiil Kvjat        | DS Penske                        | 1:18.365             | +1.181               | 19                   |
| 6.                   | 16                   | Zak O’Sullivan       | Envison Racing                   | 1:19.067             | +1.883               | 21                   |
| 7.                   | 13                   | Thomas Prening       | TAG Heuer Porsche Formula E Team | 1:19.072             | +1.888               | 20                   |
| 8.                   | 51                   | Jak Crawford         | Andretti Formula E               | 1:19.448             | +2.264               | 18                   |
| 9.                   | 37                   | Jamie Chadwick       | Jaguar TCS Racing                | 1:19.804             | +2.620               | 18                   |
| 10.                  | 22                   | Tatiana Calderón     | Lola Yamaha ABT Formula E Team   | 1:20.913             | +3.729               | 18                   |
| 11.                  | 5                    | Alex Dunne           | NEOM McLaren Formula E Team      | 1:21.279             | +4.095               | 18                   |

A második újonc tesztet, két 3 órás gyakorlás formájában, július 14-én tartják a németországi Berlinben, a Tempelhof Airport Street Circuit-en.
| Nevezett újonc versenyzők        | Nevezett újonc versenyzők | Nevezett újonc versenyzők |
| Csapat                           | Gyártó                    | Versenyző                 |
| -------------------------------- | ------------------------- | ------------------------- |
| Andretti Formula E               | Porsche                   | Jak Crawford              |
| Andretti Formula E               | Porsche                   | Frederik Vesti            |
| Cupra Kiro                       | Porsche                   | Bianca Bustamante         |
| Cupra Kiro                       | Porsche                   | Callum Voisin             |
| DS Penske                        | DS                        | Danyiil Kvjat             |
| DS Penske                        | DS                        | Nikita Bedrin             |
| Envision Racing                  | Jaguar                    | Zak O’Sullivan            |
| Envision Racing                  | Jaguar                    | Jonathan Hoggard          |
| Jaguar TCS Racing                | Jaguar                    | Jamie Chadwick            |
| Jaguar TCS Racing                | Jaguar                    | Leonardo Fornaroli        |
| Lola Yamaha ABT Formula E Team   | Lola-Yamaha               | Alessandro Giusti         |
| Lola Yamaha ABT Formula E Team   | Lola-Yamaha               | Hugh Barter               |
| Mahindra Racing                  | Mahindra                  | Dino Beganovic            |
| Mahindra Racing                  | Mahindra                  | Kush Maini                |
| Maserati MSG Racing              | Maserati                  | Arthur Leclerc            |
| Maserati MSG Racing              | Maserati                  | Théo Pourchaire           |
| NEOM McLaren Formula E Team      | Nissan                    | Ella Lloyd                |
| NEOM McLaren Formula E Team      | Nissan                    | Alex Dunne                |
| Nissan Formula E Team            | Nissan                    | Abbi Pulling              |
| Nissan Formula E Team            | Nissan                    | Gabriele Minì             |
| TAG Heuer Porsche Formula E Team | Porsche                   | Ayhancan Güven            |
| TAG Heuer Porsche Formula E Team | Porsche                   | Elia Weiss                |

| Dátum     | Helyszín            | Pálya                            | Pályarajz | Leggyorsabb   | Leggyorsabb           | Leggyorsabb |
| Dátum     | Helyszín            | Pálya                            | Pályarajz | versenyző     | csapat                | idő         |
| --------- | ------------------- | -------------------------------- | --------- | ------------- | --------------------- | ----------- |
| július 14 | Berlin, Németország | Tempelhof Airport Street Circuit |           | Gabriele Minì | Nissan Formula E Team | 57.428      |

| Részletes összesített eredmények | Részletes összesített eredmények | Részletes összesített eredmények | Részletes összesített eredmények | Részletes összesített eredmények | Részletes összesített eredmények | Részletes összesített eredmények |
| Hely.                            | #                                | Versenyző                        | Csapat                           | Idő                              | Kül.                             | Kör                              |
| -------------------------------- | -------------------------------- | -------------------------------- | -------------------------------- | -------------------------------- | -------------------------------- | -------------------------------- |
| 1.                               | 23                               | Gabriele Minì                    | Nissan Formula E Team            | 57.428                           | ―                                | 97                               |
| 2.                               | 1                                | Ayhancan Güven                   | TAG Heuer Porsche Formula E Team | 57.654                           | +0.226                           | 87                               |
| 3.                               | 21                               | Kush Maini                       | Mahindra Racing                  | 57.659                           | +0.231                           | 98                               |
| 4.                               | 27                               | Jak Crawford                     | Andretti Formula E               | 57.875                           | +0.447                           | 98                               |
| 5.                               | 33                               | Callum Voisin                    | Cupra Kiro                       | 57.928                           | +0.500                           | 97                               |
| 6.                               | 5                                | Alex Dunne                       | NEOM McLaren Formula E Team      | 57.968                           | +0.540                           | 98                               |
| 7.                               | 11                               | Hugh Barter                      | Lola Yamaha ABT Formula E Team   | 58.023                           | +0.595                           | 95                               |
| 8.                               | 51                               | Frederik Vesti                   | Andretti Formula E               | 58.040                           | +0.612                           | 97                               |
| 9.                               | 22                               | Alessandro Giusti                | Lola Yamaha ABT Formula E Team   | 58.048                           | +0.620                           | 98                               |
| 10.                              | 2                                | Théo Pourchaire                  | Maserati MSG Racing              | 58.056                           | +0.628                           | 98                               |
| 11.                              | 7                                | Danyiil Kvyat                    | DS Penske                        | 58.068                           | +0.640                           | 100                              |
| 12.                              | 48                               | Dino Beganovic                   | Mahindra Racing                  | 58.116                           | +0.688                           | 87                               |
| 13.                              | 55                               | Arthur Leclerc                   | Maserati MSG Racing              | 58.134                           | +0.706                           | 96                               |
| 14.                              | 25                               | Nikita Bedrin                    | DS Penske                        | 58.176                           | +0.748                           | 99                               |
| 15.                              | 9                                | Leonardo Fornaroli               | Jaguar TCS Racing                | 58.198                           | +0.770                           | 100                              |
| 16.                              | 16                               | Zak O’Sullivan                   | Envision Racing                  | 58.410                           | +0.982                           | 97                               |
| 17.                              | 17                               | Abbi Pulling                     | Nissan Formula E Team            | 58.457                           | +1.029                           | 98                               |
| 18.                              | 8                                | Ella Lloyd                       | NEOM McLaren Formula E Team      | 58.660                           | +1.232                           | 98                               |
| 19.                              | 37                               | Jamie Chadwick                   | Jaguar TCS Racing                | 58.662                           | +1.234                           | 100                              |
| 20.                              | 13                               | Elia Weiss                       | TAG Heuer Porsche Formula E Team | 58.683                           | +1.255                           | 90                               |
| 21.                              | 4                                | Johnathan Hoggard                | Envision Racing                  | 58.751                           | +1.323                           | 80                               |
| 22.                              | 3                                | Bianca Bustamante                | Cupra Kiro                       | 58.978                           | +1.550                           | 95                               |

1. 1 2 3 4  Kvjat eredetileg orosz származású, de az ukrán-orosz háború miatt jelenleg olasz színekben versenyzik[26]
2. 1 2  Bedrin eredetileg orosz származású, de az ukrán-orosz háború miatt jelenleg olasz színekben versenyzik[41]

## Csapatok és versenyzők
| Csapat                           | Gyártó                    | Rajtszám | Versenyzők             | Fordulók    |
| -------------------------------- | ------------------------- | -------- | ---------------------- | ----------- |
| Jaguar TCS Racing                | Jaguar I-Type 7           | 9        | Mitch Evans            | Összes      |
| Jaguar TCS Racing                | Jaguar I-Type 7           | 37       | Nick Cassidy           | Összes      |
| TAG Heuer Porsche Formula E Team | Porsche 99X Electric      | 13       | António Félix da Costa | Összes      |
| TAG Heuer Porsche Formula E Team | Porsche 99X Electric      | 1        | Pascal Wehrlein        | Összes      |
| DS Penske                        | DS E-TENSE FE25           | 7        | Maximilian Günther     | Összes      |
| DS Penske                        | DS E-TENSE FE25           | 25       | Jean-Éric Vergne       | Összes      |
| Nissan Formula E Team            | Nissan e-4ORCE 05         | 23       | Oliver Rowland         | Összes      |
| Nissan Formula E Team            | Nissan e-4ORCE 05         | 17       | Norman Nato            | 1-12, 15-16 |
| Nissan Formula E Team            | Nissan e-4ORCE 05         | 17       | Sérgio Sette Câmara    | 13-14       |
| Andretti Formula E               | Porsche 99X Electric      | 27       | Jake Dennis            | Összes      |
| Andretti Formula E               | Porsche 99X Electric      | 51       | Nico Müller            | Összes      |
| Envision Racing                  | Jaguar I-Type 7           | 4        | Robin Frijns           | Összes      |
| Envision Racing                  | Jaguar I-Type 7           | 16       | Sébastien Buemi        | Összes      |
| NEOM McLaren Formula E Team      | Nissan e-4ORCE 05         | 8        | Sam Bird               | Összes      |
| NEOM McLaren Formula E Team      | Nissan e-4ORCE 05         | 5        | Taylor Barnard         | Összes      |
| Maserati MSG Racing              | Maserati Tipo Folgore     | 2        | Stoffel Vandoorne      | Összes      |
| Maserati MSG Racing              | Maserati Tipo Folgore     | 55       | Jake Hughes            | Összes      |
| Lola Yamaha ABT Formula E Team   | Lola T001                 | 11       | Lucas di Grassi        | Összes      |
| Lola Yamaha ABT Formula E Team   | Lola T001                 | 22       | Zane Maloney           | Összes      |
| Mahindra Racing                  | Mahindra M11Electro       | 21       | Nyck de Vries          | 1-12, 15-16 |
| Mahindra Racing                  | Mahindra M11Electro       | 21       | Felipe Drugovich       | 13-14       |
| Mahindra Racing                  | Mahindra M11Electro       | 48       | Edoardo Mortara        | Összes      |
| CUPRA KIRO                       | Porsche 99X Electric WCG3 | 3        | David Beckmann         | Összes      |
| CUPRA KIRO                       | Porsche 99X Electric WCG3 | 33       | Dan Ticktum            | Összes      |

1. 1 2  4. generációs Porsche Motor
2. ↑  3. generációs Porsche motor

## Átigazolások

### Csapatváltások
- Maximilian Günther; Maserati MSG Racing versenyző → DS Penske versenyző[55]
- Stoffel Vandoorne; DS Penske versenyző → Maserati MSG Racing versenyző[64]
- Jake Hughes; NEOM McLaren Formula E Team versenyző → Maserati MSG Racing versenyző[64]
- Nico Müller ABT CUPRA Formula E Team versenyző → Andretti Formula E versenyző[60]
- Norman Nato Andretti Formula E versenyző → Nissan Formula E Team versenyző [72][57]

### Csapatváltozások
- Az ABT CUPRA Formula E Team az idei szezontól Lola Yamaha ABT Formula E Team néven és Lola-Yamaha hajtáslánccal versenyez.[65]
- Az ERT Formula E Team az idei szezontól  CUPRA KIRO néven, a Cupra-val együttműködve, Porsche hajtáslánccal versenyez.[19][70]

### Visszatérő versenyzők
- David Beckmann TAG Heuer Porsche Formula E Team tartalékversenyző → Kiro Race Co versenyző [71]

### Újonc versenyzők
- Taylor Barnard; Formula–2, AIX Racing versenyző → NEOM McLaren Formula E Team versenyző[63]
- Zane Maloney; Formula–2, Rodin Motorsport versenyző → Lola Yamaha ABT Formula E Team versenyző[67]

### Távozó versenyzők
- Jehan Daruvala; Maserati MSG Racing versenyző → később versenyző[73]
- Sacha Fenestraz; Nissan Formula E Team versenyző → Super Formula, Vantelin Team TOM’S versenyző[74][75]
- Sérgio Sette Câmara ERT Formula E versenyző → Nissan Formula E Team tartalék- és szimulátor versenyző[76]

### Év közbeni versenyzőcserék
- Norman Nato kihagyja a berlini duplahétvégét, miután a WEC-ben a Sâo Pauló-i 6 órás autóversenyen indult, helyette  Sérgio Sette Câmara versenyzett.[58]
- Nyck de Vries kihagyja a berlini duplahétvégét, miután a WEC-ben a Sâo Pauló-i 6 órás autóversenyen indult, helyette  Felipe Drugovich versenyzett.[69]

## Versenynaptár
2024 június 11-én jelentették be a 2024-2025-ös szezon versenynaptárát, ami ez elmúlt néhány szezon hagyományaival szakított, visszatért a kezdeti gyökerekhez és már versenyt rendeznek decemberben. Így 2024-2025-ös szezon valóban 2024-ben kezdődik, ellentétben a 2023-2024-essel. Az ekkor bejelentett naptár szerint 2025 március 8-án is tartottak volna futamot egy meg nem erősített helyszínen, ám nem sikerült versenyhelyszínt találniuk. A legesélyesebb versenyhelyszín a thaiföldi Csiangmaj volt, de a júliusi országos választások és a politikai helyzet miatt végül meghiúsult a verseny szervezése. Nem ez az első esett amikor politikai okok miatt kellett törölni versenyt, az előző szezonban a Haidarábádi versenyt kellett visszamondaniuk a szezonkezdet után.
A hivatalos versenynaptár:
| Forduló | ePrix             | Ország                    | Pálya                                | Pályarajz         | Dátum             |
| ------- | ----------------- | ------------------------- | ------------------------------------ | ----------------- | ----------------- |
| 1.      | São Paulo ePrix   | Brazília                  | São Paulo Street Circuit             |                   | 2024. december 7. |
| 2.      | Mexikóváros ePrix | Mexikó                    | Autódromo Hermanos Rodríguez         |                   | 2025. január 11.  |
| 3.      | Dzsidda ePrix     | Szaúd-Arábia              | Jeddah Corniche Circuit              |                   | 2025. február 14. |
| 4.      | Dzsidda ePrix     | Szaúd-Arábia              | Jeddah Corniche Circuit              | 2025. február 15. |                   |
| 5.      | Miami ePrix       | Amerikai Egyesült Államok | Homestead-Miami Speedway             |                   | 2025. április 12. |
| 6.      | Monaco ePrix      | Monaco                    | Circuit de Monaco                    |                   | 2025. május 3.    |
| 7.      | Monaco ePrix      | Monaco                    | Circuit de Monaco                    | 2025. május 4.    |                   |
| 8.      | Tokió ePrix       | Japán                     | Tokyo Street Circuit                 |                   | 2025. május 17.   |
| 9.      | Tokió ePrix       | Japán                     | Tokyo Street Circuit                 | 2025. május 18.   |                   |
| 10.     | Sanghaj ePrix     | Kína                      | Shanghai International Circuit       |                   | 2025. május 31.   |
| 11.     | Sanghaj ePrix     | Kína                      | Shanghai International Circuit       | 2025. június 1.   |                   |
| 12.     | Jakarta ePrix     | Indonézia                 | Jakarta International e-Prix Circuit |                   | 2025. június 21.  |
| 13.     | Berlin ePrix      | Németország               | Tempelhof Airport Street Circuit     |                   | 2025. július 12.  |
| 14.     | Berlin ePrix      | Németország               | Tempelhof Airport Street Circuit     | 2025. július 13.  |                   |
| 15.     | London ePrix      | Egyesült Királyság        | ExCel London Circuit                 |                   | 2025. július 26.  |
| 16.     | London ePrix      | Egyesült Királyság        | ExCel London Circuit                 | 2025. július 27.  |                   |
| Forrás: |                   |                           |                                      |                   |                   |

## Eredmények

### Összefoglaló
| #   | Helyszín    | Pole-pozíció       | Leggyorsabb kör    | Győztes            | Győztes                          | Győztes    | Összefoglaló | Listavezető            | Előny |
| #   | Helyszín    | Pole-pozíció       | Leggyorsabb kör    | versenyző          | csapat                           | gyártó     | Összefoglaló | Listavezető            | Előny |
| --- | ----------- | ------------------ | ------------------ | ------------------ | -------------------------------- | ---------- | ------------ | ---------------------- | ----- |
| 1.  | São Paulo   | Pascal Wehrlein    | David Beckmann     | Mitch Evans        | Jaguar TCS Racing                | Jaguar     | Összefoglaló | Mitch Evans            | 6     |
| 2.  | Mexikóváros | Pascal Wehrlein    | Sébastien Buemi    | Oliver Rowland     | Nissan Formula E Team            | Nissan     | Összefoglaló | António Félix da Costa | 12    |
| 3.  | Dzsidda     | Maximilian Günther | Maximilian Günther | Maximilian Günther | DS Penske                        | Stellantis | Összefoglaló | Oliver Rowland         | 4     |
| 4.  | Dzsidda     | Taylor Barnard     | Sam Bird           | Oliver Rowland     | Nissan Formula E Team            | Nissan     | Összefoglaló | Oliver Rowland         | 17    |
| 5.  | Miami       | Norman Nato        | Pascal Wehrlein    | Pascal Wehrlein    | TAG Heuer Porsche Formula E Team | Porsche    | Összefoglaló | Oliver Rowland         | 15    |
| 6.  | Monaco      | Taylor Barnard     | Nick Cassidy       | Oliver Rowland     | Nissan Formula E Team            | Nissan     | Összefoglaló | Oliver Rowland         | 34    |
| 7.  | Monaco      | Oliver Rowland     | Dan Ticktum        | Sébastien Buemi    | Envision Racing                  | Jaguar     | Összefoglaló | Oliver Rowland         | 48    |
| 8.  | Tokió       | Oliver Rowland     | Nick Cassidy       | Stoffel Vandoorne  | Maserati MSG Racing              | Stellantis | Összefoglaló | Oliver Rowland         | 60    |
| 9.  | Tokió       | Oliver Rowland     | Sam Bird           | Oliver Rowland     | Nissan Formula E Team            | Nissan     | Összefoglaló | Oliver Rowland         | 77    |
| 10. | Sanghaj     | Maximilian Günther | Nick Cassidy       | Maximilian Günther | DS Penske                        | Stellantis | Összefoglaló | Oliver Rowland         | 86    |
| 11. | Sanghaj     | Nick Cassidy       | Pascal Wehrlein    | Nick Cassidy       | Jaguar TCS Racing                | Jaguar     | Összefoglaló | Oliver Rowland         | 68    |
| 12. | Jakarta     | Jake Dennis        | Sébastien Buemi    | Dan Ticktum        | Cupra Kiro                       | Porsche    | Összefoglaló | Oliver Rowland         | 69    |
| 13. | Berlin      | Mitch Evans        | Pascal Wehrlein    | Mitch Evans        | Jaguar TCS Racing                | Jaguar     | Összefoglaló | Oliver Rowland         | 50    |
| 14. | Berlin      | Pascal Wehrlein    | Nick Cassidy       | Nick Cassidy       | Jaguar TCS Racing                | Jaguar     | Összefoglaló | Oliver Rowland         | 59    |
| 15. | London      | Mitch Evans        | Taylor Barnard     | Nick Cassidy       | Jaguar TCS Racing                | Jaguar     | Összefoglaló | Oliver Rowland         | 43    |
| 16. | London      | Dan Ticktum        | Nick Cassidy       | Nick Cassidy       | Jaguar TCS Racing                | Jaguar     | Összefoglaló | Oliver Rowland         | 31    |

1. ↑  Beckmann kiesett a futamon, így a leggyorsabb körért járó pontot António Félix da Costa kapta
2. ↑  Buemi nem végzett az első tízben, így a leggyorsabb körért járó pontot Jake Dennis kapta meg
3. ↑  Bird nem végzett az első tízben, így a leggyorsabb körért járó pontot Jake Hughes kapta meg
4. ↑  Cassidy nem végzett az első tízben, így a leggyorsabb körért járó pontot Pascal Wehrlein kapta meg
5. ↑  Ticktum nem végzett az első tízben, így a leggyorsabb körért járó pontot António Félix da Costa kapta meg
6. ↑  Az időmérőt a kedvezőtlen időjárási körülmények miatt törölték. A második szabadedzés eredményei alapján alakult ki a rajtrács, amelyen Rowland pole pozíciót szerzett; a pole pozícióért járó három pontot nem kapta meg.
7. ↑  Cassidy nem végzett az első tízben, így a leggyorsabb körért járó pontot Taylor Barnard kapta meg
8. ↑  Az időmérőt a kedvezőtlen időjárási körülmények miatt lerövidítették. A párharcokat törölték, és a csoportköröket használták a rajtrács kialakításához, Cassidy pedig pole pozíciót szerzett; mivel nem volt teljes az időmérő edzés, nem kapta meg a pole pozícióért járó három pontot.
9. ↑  Az időmérőt a kedvezőtlen időjárási körülmények miatt lerövidítették. A párharcokat törölték, és a csoportköröket használták a rajtrács kialakításához, Evans pedig pole pozíciót szerzett; mivel nem volt teljes az időmérő edzés, nem kapta meg a pole pozícióért járó három pontot.
10. ↑  Barnard nem végzett az első tízben, így a leggyorsabb körért járó pontot Pascal Wehrlein kapta meg

### Versenyzők
| Helyezés | 1. helyezett, aranyérmes | 2. helyezett, ezüstérmes | 3. helyezett, bronzérmes | 4. | 5. | 6. | 7. | 8. | 9. | 10. | Pole | LK |
| Pont     | 25                       | 18                       | 15                       | 12 | 10 | 8  | 6  | 4  | 2  | 1   | 3    | 1  |

| Helyezés                 | Versenyző              | Rajt- szám | SAP | MEX | JED | JED | MIA | MON | MON | TOK | TOK | SHA | SHA | JAK | BER | BER | LON | LON | Pont |
| ------------------------ | ---------------------- | ---------- | --- | --- | --- | --- | --- | --- | --- | --- | --- | --- | --- | --- | --- | --- | --- | --- | ---- |
| 1. helyezett, aranyérmes | Oliver Rowland         | 23         | 14  | 1   | 2   | 1   | 10  | 1   | 2   | 2   | 1   | 5   | 13  | 10  | Ki  | 4   | 11  | Ki  | 184  |
| 2. helyezett, ezüstérmes | Nick Cassidy           | 37         | 15  | 12  | 11  | 5   | 15  | 18  | 3   | 10  | 7   | 21  | 1   | 6   | 5   | 1   | 1   | 1   | 153  |
| 3. helyezett, bronzérmes | Pascal Wehrlein        | 1          | Ki  | 3   | 15  | 8   | 1   | 6   | 7   | 13  | 2   | 12  | 2   | 11  | 2   | 15  | 3   | 8   | 145  |
| 4.                       | Taylor Barnard         | 5          | 3   | 14  | 3   | 2   | 20  | 16  | 16  | 3   | Ki  | 3   | 10  | 7   | 4   | 6   | 13  | Ki  | 112  |
| 5.                       | António Félix da Costa | 13         | 2   | 2   | 9   | Ki  | 3   | Ki  | 4   | 7   | Ki  | 13  | 3   | 5   | 10  | 8   | 14  | 6   | 111  |
| 6.                       | Jean-Éric Vergne       | 25         | 9   | 5   | 6   | 7   | 12  | 12  | 6   | 8   | 6   | 2   | 5   | 15  | Ki  | 3   | 5   | 15  | 99   |
| 7.                       | Jake Dennis            | 27         | Ki  | 4   | 20  | 4   | 9   | 3   | 9   | Kiz | 4   | 17  | 17  | 17  | Ki  | 2   | 8   | 4   | 93   |
| 8.                       | Nyck de Vries          | 21         | 6   | 8   | 4   | 13  | 11  | 2   | 5   | 11  | 15  | 8   | 12  | Ki  | Ni  | Ni  | 2   | 2   | 92   |
| 9.                       | Edoardo Mortara        | 48         | 5   | 19  | 7   | 10  | 5   | 4   | 12  | 6   | 12  | Ki  | 19  | 2   | 3   | 11  | 8   | Ki  | 88   |
| 10.                      | Maximilian Günther     | 7          | 11  | 6   | 1   | Ki  | 17  | 10  | 8   | Ki  | 10  | 1   | Ki  | Ki  | 6   | Ki  | Ki  | 7   | 85   |
| 11.                      | Dan Ticktum            | 33         | 8   | 16  | 18  | 9   | 7   | 7   | 15  | 5   | 3   | 4   | 16  | 1   | 9   | 14  | Ki  | 14  | 85   |
| 12.                      | Sébastien Buemi        | 16         | 7   | 17  | 12  | 19  | 13  | 19  | 1   | 4   | 9   | 9   | 18  | 3   | 7   | Ki  | 16  | 3   | 84   |
| 13.                      | Mitch Evans            | 9          | 1   | Ki  | 19  | Ki  | 16  | 20  | 18  | Ki  | Ni  | 20  | 14  | 12  | 1   | 5   | 10  | 5   | 74   |
| 14.                      | Stoffel Vandoorne      | 2          | 10  | 7   | 10  | 6   | 14  | 9   | 10  | 1   | 19  | 11  | 7   | Ki  | 12  | 13  | 4   | 12  | 62   |
| 15.                      | Nico Müller            | 51         | Ki  | 9   | Ki  | 11  | 4   | 5   | Ki  | 12  | 11  | 15  | 6   | 4   | 8   | 17  | 15  | Ki  | 48   |
| 16.                      | Jake Hughes            | 55         | Ki  | 10  | 5   | 3   | Ki  | 17  | 17  | 19  | 18  | 16  | 4   | Ki  | 14  | 10  | Ki  | 17  | 40   |
| 17.                      | Lucas di Grassi        | 11         | Ki  | 20  | Kiz | 16  | 2   | 13  | Ki  | 17  | 5   | 18  | 9   | 13  | 18  | 12  | 17  | 9   | 32   |
| 18.                      | Sam Bird               | 8          | 4   | 18  | 8   | 12  | 18  | 11  | 20  | 14  | 8   | 7   | 15  | 8   | 11  | Ki  | Ki  | Ki  | 31   |
| 19.                      | Robin Frijns           | 4          | Ni  | 11  | 13  | 14  | 8   | 8   | 11  | 9   | 16  | 10  | 8   | 9   | 13  | Ki  | 7   | 13  | 23   |
| 20.                      | Norman Nato            | 17         | 13  | 13  | 17  | 15  | 6   | 14  | 13  | 15  | 17  | 6   | 21  | 14  | Ni  | Ni  | 9   | 11  | 21   |
| 21.                      | Felipe Drugovich       | 21         |     |     |     |     |     |     |     |     |     |     |     |     | 17  | 7   |     |     | 6    |
| 22.                      | Sérgio Sette Câmara    | 17         |     |     |     |     |     |     |     |     |     |     |     |     | 15  | 9   |     |     | 2    |
| 23.                      | David Beckmann         | 3          | Hn  | Ki  | 14  | 17  | 21  | 15  | 19  | 18  | 13  | 14  | 20  | 15  | Ki  | 16  | 12  | 10  | 1    |
| 24.                      | Zane Maloney           | 22         | 12  | 15  | 16  | 18  | 19  | 21  | 14  | 16  | 14  | 19  | 11  | 18  | 16  | 18  | Ki  | 16  | 0    |
| Helyezés                 | Versenyző              | Rajt- szám | SAP | MEX | JED | JED | MIA | MON | MON | TOK | TOK | SHA | SHA | JAK | BER | BER | LON | LON | Pont |

| Szín       | Eredmény                                          |
| ---------- | ------------------------------------------------- |
| Arany      | Győztes                                           |
| Ezüst      | 2. helyezett                                      |
| Bronz      | 3. helyezett                                      |
| Zöld       | Pontot szerzett                                   |
| Kék        | Pont nélkül vagy helyezetlenül ért célba (nc, hn) |
| Lila       | Nem ért célba (ret, ki)                           |
| Piros      | Nem kvalifikálta magát (dnq, nk)                  |
| Piros      | Nem előkvalifikálta magát (dnpq, nek)             |
| Fekete     | Diszkvalifikálták (dsq, kiz)                      |
| Szürke     | Eltiltott, más pilóta versenyzett helyette (et)   |
| Fehér      | Nem indult (dns, ni)                              |
| Világoskék | Pénteki tesztpilóta (td, tp)                      |
| Üres       | Visszalépett (vi)                                 |
| Üres       | Nem gyakorolt (dnp, ne)                           |
| Üres       | Beteg vagy sérült volt (inj, bet, sér, EÜ)        |
| Üres       | Kizárt (ex, kiz)                                  |
| Üres       | Nem érkezett meg (dna, nj)                        |
| Üres       | Törölt futam (T)                                  |

### Csapatok
| Helyezés                 | Csapat                           | Rajt- szám | SAP | MEX | JED | JED | MIA | MON | MON | TOK | TOK | SHA | SHA | JAK | BER | BER | LON | LON | Pont |
| ------------------------ | -------------------------------- | ---------- | --- | --- | --- | --- | --- | --- | --- | --- | --- | --- | --- | --- | --- | --- | --- | --- | ---- |
| 1. helyezett, aranyérmes | TAG Heuer Porsche Formula E Team | 1          | Ki  | 3   | 15  | 8   | 1   | 6   | 7   | 13  | 2   | 12  | 2   | 11  | 2   | 15  | 3   | 8   | 256  |
| 1. helyezett, aranyérmes | TAG Heuer Porsche Formula E Team | 13         | 2   | 2   | 9   | Ki  | 3   | Ki  | 4   | 7   | Ki  | 13  | 3   | 5   | 10  | 8   | 14  | 6   | 256  |
| 2. helyezett, ezüstérmes | Jaguar TCS Racing                | 9          | 1   | Ki  | 19  | Ki  | 16  | 20  | 18  | Ki  | Ni  | 20  | 14  | 12  | 1   | 5   | 10  | 5   | 227  |
| 2. helyezett, ezüstérmes | Jaguar TCS Racing                | 37         | 15  | 12  | 11  | 5   | 15  | 18  | 3   | 10  | 7   | 21  | 1   | 6   | 5   | 1   | 1   | 1   | 227  |
| 3. helyezett, bronzérmes | Nissan Formula E Team            | 17         | 13  | 13  | 17  | 15  | 6   | 14  | 13  | 15  | 17  | 6   | 21  | 14  |     |     | 9   | 11  | 207  |
| 3. helyezett, bronzérmes | Nissan Formula E Team            | 17         |     |     |     |     |     |     |     |     |     |     |     |     | 15  | 9   |     |     | 207  |
| 3. helyezett, bronzérmes | Nissan Formula E Team            | 23         | 14  | 1   | 2   | 1   | 10  | 1   | 2   | 2   | 1   | 5   | 13  | 10  | Ki  | 4   | 11  | Ki  | 207  |
| 4.                       | Mahindra Racing                  | 21         | 6   | 8   | 4   | 13  | 11  | 2   | 5   | 11  | 15  | 8   | 12  | Ki  |     |     | 2   | 2   | 186  |
| 4.                       | Mahindra Racing                  | 21         |     |     |     |     |     |     |     |     |     |     |     |     | 12  | 7   |     |     | 186  |
| 4.                       | Mahindra Racing                  | 48         | 5   | 19  | 7   | 10  | 5   | 4   | 12  | 6   | 12  | Ki  | 19  | 2   | 3   | 11  | 6   | Ki  | 186  |
| 5.                       | DS Penske                        | 7          | 11  | 6   | 1   | Ki  | 17  | 10  | 8   | Ki  | 10  | 1   | Ki  | Ki  | 6   | Ki  | Ki  | 7   | 184  |
| 5.                       | DS Penske                        | 25         | 9   | 5   | 6   | 7   | 12  | 12  | 6   | 8   | 6   | 2   | 5   | 15  | Ki  | 3   | 5   | 15  | 184  |
| 6.                       | NEOM McLaren Formula E Team      | 5          | 3   | 14  | 3   | 2   | 20  | 16  | 16  | 3   | Ki  | 3   | 10  | 7   | 4   | 6   | 13  | Ki  | 143  |
| 6.                       | NEOM McLaren Formula E Team      | 8          | 4   | 18  | 8   | 12  | 18  | 11  | 20  | 14  | 8   | 7   | 15  | 8   | 11  | Ki  | Ki  | Ki  | 143  |
| 7.                       | Andretti Formula E               | 27         | Ki  | 4   | 20  | 4   | 9   | 3   | 9   | Kiz | 4   | 17  | 17  | 17  | Ki  | 2   | 8   | 4   | 141  |
| 7.                       | Andretti Formula E               | 51         | Ki  | 9   | Ki  | 11  | 4   | 5   | Ki  | 12  | 11  | 15  | 6   | 4   | 8   | 17  | 15  | Ki  | 141  |
| 8.                       | Envision Racing                  | 4          | Ni  | 11  | 13  | 14  | 8   | 8   | 11  | 9   | 16  | 10  | 8   | 9   | 13  | Ki  | 7   | 13  | 107  |
| 8.                       | Envision Racing                  | 16         | 7   | 17  | 12  | 19  | 13  | 19  | 1   | 4   | 9   | 9   | 18  | 3   | 7   | Ki  | 16  | 3   | 107  |
| 9.                       | Maserati MSG Racing              | 2          | 10  | 7   | 10  | 6   | 14  | 9   | 10  | 1   | 19  | 11  | 7   | Ki  | 12  | 13  | 4   | 12  | 102  |
| 9.                       | Maserati MSG Racing              | 55         | Ki  | 10  | 5   | 3   | Ki  | 17  | 17  | 19  | 18  | 16  | 4   | Ki  | 14  | 10  | Ki  | 17  | 102  |
| 10.                      | Cupra Kiro                       | 3          | Hn  | Ki  | 14  | 17  | 21  | 15  | 19  | 18  | 13  | 14  | 20  | 16  | Ki  | 16  | 12  | 10  | 86   |
| 10.                      | Cupra Kiro                       | 33         | 8   | 16  | 18  | 9   | 7   | 7   | 15  | 5   | 3   | 4   | 16  | 1   | 9   | 14  | Ki  | 14  | 86   |
| 11.                      | Lola Yamaha ABT Formula E Team   | 11         | Ki  | 20  | Kiz | 16  | 2   | 13  | Ki  | 17  | 5   | 18  | 9   | 13  | 18  | 12  | 17  | 9   | 32   |
| 11.                      | Lola Yamaha ABT Formula E Team   | 22         | 12  | 15  | 16  | 18  | 19  | 21  | 14  | 16  | 14  | 19  | 11  | 18  | 16  | 18  | Ki  | 16  | 32   |
| Helyezés                 | Csapat                           | Rajt- szám | SAP | MEX | JED | JED | MIA | MON | MON | TOK | TOK | SHA | SHA | JAK | BER | BER | LON | LON | Pont |

### Gyártók
| Helyezés                 | Gyártó      | SAP | MEX | JED | JED | MIA | MON | MON | TOK | TOK | SHA | SHA | JAK | BER | BER | LON | LON | Pont |
| ------------------------ | ----------- | --- | --- | --- | --- | --- | --- | --- | --- | --- | --- | --- | --- | --- | --- | --- | --- | ---- |
| 1. helyezett, aranyérmes | Porsche     | 2   | 2   | 7   | 4   | 1   | 3   | 4   | 5   | 2   | 4   | 2   | 1   | 2   | 2   | 3   | 4   | 383  |
| 1. helyezett, aranyérmes | Porsche     | 8   | 3   | 10  | 7   | 3   | 5   | 7   | 7   | 3   | 9   | 3   | 4   | 7   | 8   | 8   | 5   | 383  |
| 2. helyezett, ezüstérmes | Jaguar      | 1   | 7   | 8   | 5   | 6   | 6   | 1   | 4   | 6   | 7   | 1   | 3   | 1   | 1   | 1   | 1   | 350  |
| 2. helyezett, ezüstérmes | Jaguar      | 7   | 8   | 9   | 10  | 10  | 11  | 3   | 9   | 8   | 8   | 6   | 5   | 5   | 5   | 7   | 3   | 350  |
| 3. helyezett, bronzérmes | Nissan      | 3   | 1   | 2   | 1   | 5   | 1   | 2   | 2   | 1   | 3   | 8   | 6   | 4   | 4   | 9   | 8   | 342  |
| 3. helyezett, bronzérmes | Nissan      | 4   | 9   | 3   | 2   | 7   | 9   | 10  | 3   | 7   | 5   | 11  | 7   | 8   | 6   | 10  | Ki  | 342  |
| 4.                       | Stellantis  | 9   | 4   | 1   | 3   | 9   | 7   | 6   | 1   | 5   | 1   | 4   | 9   | 6   | 3   | 4   | 6   | 274  |
| 4.                       | Stellantis  | 10  | 5   | 5   | 6   | 11  | 8   | 8   | 8   | 9   | 2   | 5   | Ki  | 9   | 9   | 5   | 9   | 274  |
| 5.                       | Mahindra    | 5   | 6   | 4   | 8   | 4   | 2   | 5   | 6   | 10  | 6   | 10  | 2   | 3   | 7   | 2   | 2   | 213  |
| 5.                       | Mahindra    | 6   | 11  | 6   | 9   | 8   | 4   | 9   | 10  | 12  | Ki  | 12  | Ki  | 11  | 10  | 6   | Ki  | 213  |
| 6.                       | Lola-Yamaha | 11  | 10  | 11  | 11  | 2   | 10  | 11  | 11  | 4   | 10  | 7   | 8   | 10  | 11  | 11  | 7   | 54   |
| 6.                       | Lola-Yamaha | Ki  | 12  | Kiz | 12  | 12  | 12  | Ki  | 12  | 11  | 11  | 9   | 10  | 12  | Ki  | Ki  | 10  | 54   |
| Helyezés                 | Gyártó      | SAP | MEX | JED | JED | MIA | MON | MON | TOK | TOK | SHA | SHA | JAK | BER | BER | LON | LON | Pont |

1. 1 2 3 4 5 6  A Tokió-i első időmérő edzését heves esőzések, valamint vízátfolyások miatt nem rendezték meg. A rajtsorrendről ennek értelmében a második szabadedzésen elért eredmény döntött, ami alapján Oliver Rowland indulhatott az első pozícióból, de a pole pozícióért járó három pontot nem kapta meg.[79]
2. 1 2 3 4 5 6  A második időmérőt a kedvezőtlen időjárási körülmények miatt lerövidítették. A párharcokat törölték, és a csoportköröket használták a rajtrács kialakításához, Cassidy pedig pole pozíciót szerzett; mivel nem volt teljes az időmérő edzés, nem kapta meg a pole pozícióért járó három pontot.
3. 1 2 3 4 5 6  Az első időmérőt a kedvezőtlen időjárási körülmények miatt lerövidítették. A párharcokat törölték, és a csoportköröket használták a rajtrács kialakításához, Evans pedig pole pozíciót szerzett; mivel nem volt teljes az időmérő edzés, nem kapta meg a pole pozícióért járó három pontot.
4. ↑  A DS E-TENSE FE25 és a Maserati Tipo Folgore által szerzett pontok is beleszámítanak, amelyek a Stellantis csoport hajtásláncai csak átnevezték őket.